# Joseph Willem Jan Carel Marie van Nispen tot Sevenaer
Joseph Willem Jan Carel Marie van Nispen tot Sevenaer (Arnhem, 22 maart 1861 - Den Haag, 10 januari 1917) was een Nederlands politicus.
Van Nispen tot Sevenaer was een vurig katholiek Tweede Kamerlid in het begin van de twintigste eeuw. Hij was een telg uit de Gelderse adellijke familie Van Nispen, en een zoon en kleinzoon van Tweede Kamerleden. Toen hij gekozen werd met zijn 47 jaar behoorde hij tot de jongere katholieke Tweede Kamerleden. Hij was de oprichter van het dagblad De Residentiebode en redacteur van andere katholieke kranten en stond bekend als een talentvolle afgevaardigde. Een slepende ziekte leidde tot zijn relatief vroege dood.